# Yellowhead Lake
Der Yellowhead Lake ist ein unregelmäßig geformter See etwa 3,7 km südwestlich des Yellowhead Passes im Mount Robson Provincial Park in der kanadischen Provinz British Columbia. Er liegt am Unterlauf des Yellowhead Creek, eines vergleichsweise großen Baches und Zuflusses des oberen Fraser River oberhalb des Moose Lake im Fraser-Fort George Regional District. Südlich des Sees verläuft der British Columbia Highway 16, der hier Teil des Yellowhead Highways ist, und nördlich des Sees eine Eisenbahntrasse der Canadian National Railway.

## Beschreibung
Der Yellowhead Lake ist ein sehr merkwürdig geformter See. Er ist etwa 5,6 km lang, aber seine Breite variiert stark. Der See wird an seinem nordöstlichen Ende vom Yellowhead Creek gespeist, der durch mehrere Sümpfe fließt, bevor er den See erreicht. Etwa auf einem Viertel der Strecke zu seinem südlichen Ufer hin fließt ihm auch der einzige weitere benannte Bach zu, der schnell fließende Rockingham Creek. Der Yellowhead Creek verlässt den See an seinem südwestlichen Ende wieder und erreicht bald darauf den Fraser River, nachdem er den Yellowhead Highway unterquert hat.
Am südwestlichen Ende des Sees liegt der „Lucerne Campground“, einer der vier Campingplätze im Mount Robson Provincial Park.

## Name
Der See wurde zunächst durch den Direktor der Hudson’s Bay Company, George Simpson, als Cranberry Lake bezeichnet, als dieser ihn 1824 auf seinem Weg zum Athabasca Pass erreichte. Von Goldsuchern wurde er 1863 Buffalo Dung Lake genannt. Erst 1872 erhielt der See seinen heutigen Namen, der von Reverend George M. Grant vorgeschlagen wurde. Dieser benannt ihn nach dem nahegelegenen Pass.